# Robert Louis Antral
Robert Louis Antral (Châlons-sur-Marne, 13 luglio 1895 – Parigi, 7 giugno 1939) è stato un pittore, incisore e litografo francese.

## Biografia
Robert Louis Antral nacque a Châlons-sur-Marne (oggi Châlons-en-Champagne), nel dipartimento della Marna, a cinque anni dalla fine del XIX secolo. Dopo aver compiuto gli studi primari nella sua città si trasferì a Parigi per seguire i corsi della "Scuola di Arti decorative", che dovette interrompere per lo scoppio della prima guerra mondiale, per la quale fu arruolato e dalla quale tornò ferito. Frequentò allora l'atelier di Fernand Cormon.
Specializzatosi nella pittura all'acquarello, nel 1926 vinse il Premio Blumenthal. Divenuto poi membro del "Salon des indépendants", vi espose dei quadri dalle tinte fredde, che ritraevano spazi chiusi dei porti e delle periferie. Fu anche socio del "Salon d'automne".
Dal 1920 al 1923 Antral realizzò alcuni manifesti, come Le Jour de la Paix, che è conservato nel Museo di Storia contemporanea di Parigi, e collaborò all'edizione del settimanale Floréal.
Antral illustrò numerose opere, come ad esempio À huis clos per Mac Orlan, nel 1920, La Boîte à pêche di Maurice Genevoix, nel 1933, Le Chant du Toukan, di Henry de Monfreid, edito nel 1941, Les Meilleurs contes di Rudyard Kipling, nel 1938, ed altri ancora.
Robert Antral morì a soli 44 anni, a Parigi, nel 1939.

Una retrospettiva postuma della sua opera ebbe luogo nel 1945 al Museo Galliera. Inoltre, un "Premio Antral" fu assegnato per diversi anni dalla Città di Parigi.
Un busto in bronzo di Antral fu realizzato dallo scultore Léon Borgey e collocato il 4 ottobre 1953 nel giardino pubblico di Châlons che gli è intitolato. Attualmente il busto è conservato nel "Museo di belle arti e archeologia" di Châlons-en-Champagne. Nello stesso museo è stata allestita una mostra delle opere di Antral dal 5 febbraio al 29 agosto del 2010.

## Opere
- In collezioni private:
  - Yan pilleurs de mer à Guissény
  - Les Palmiers à Toulon
  - Scène de rue, 1936
  - La Place de Soissons
- Museo nazionale d'Arte moderna, Parigi :
  - Pluie au Pont-Neuf, dipinto
  - Le Port de Lorient, dipinto
- Museo Rolin, Autun :
  - Le Port, disegno
  - Paysage de Provence, disegno
- Museo di belle arti, Nantes :
  - Paysage de Servon, dipinto
  - Quiberon, Port-Maria, dipinto
  - Neige à la Villette, dipinto
  - Femme au chapeau jaune, dipinto

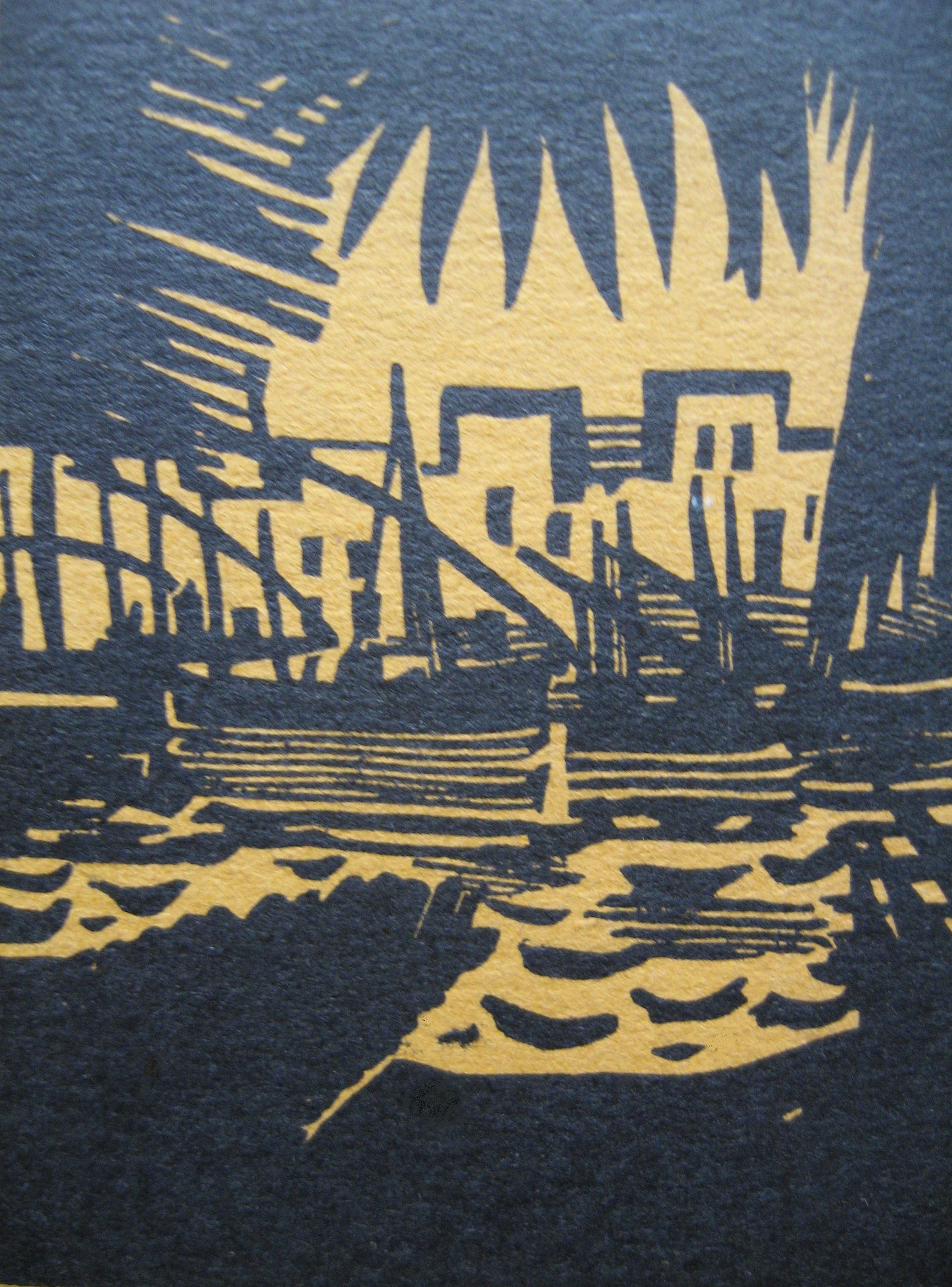
Il Canto del Tukan 01

  - La Butte Sainte-Anne à Nantes, dipinto
  - La Loire à Champtoceauxe, disegno
  - Femme métisse nue, disegno, 1924
  - Loire, usine de Chantenay
  - Sous-bois au cavalier, disegno
  - Village, golfe du Morbihan, disegno
  - Quai de la fosse, maisons closes, disegno
- Museo di belle arti, Rennes
  - Port de pêche en Bretagne, disegno
- Museo di belle art, Reims
  - Le Square du Vert-Gallant, dipinto, 1938

- Museo di belle arti, Brest
  - Brest, l'entrée de la Penfeld, olio su tela
- Museo Faure, Aix-les-Bains
  -  L'Île d'Yeu, dipinto, 1938
- Museo d'Orbigny Bernon, La Rochelle :
  - Les Ours en du port de La Rochelle, dipinto
- Museo di belle arti e archeologia, Châlons-en-Champagne :
  - Mineurs à Lens, dipinto di grandi dimensioni, 1920
  - Le Quai de Grenelle, dipinto
  - Le Port de Boulogne, dipinto
  - Les Filets, dipinto
  - Les Fortifications, dipinto
  - Provins, dipinto
  - Le Port de Bordeaux, dipinto, 1934
  - Les Bretonnes, dipinto, 1934
  - Les Oliviers, acquarello, collezione Mielle
  - La Rue Monte-au-Ciel à Douarnenez
- Museo Peské, Collioure :
  - Paysage, la route de Jarcy, olio su legno
- Whitworth Art Gallery, Manchester :
  - La Rentrée du troupeau, dipinto
  - Rue de Servan, dipinto
- The Hugh Lane, Dublino
  - Le Conquet, dipinto
- Museo di belle arti, Bilbao
  - Fécamp, dipinto
- Museo di belle arti, Algeri
- Museo di Losanna.

## Galleria d'immagini

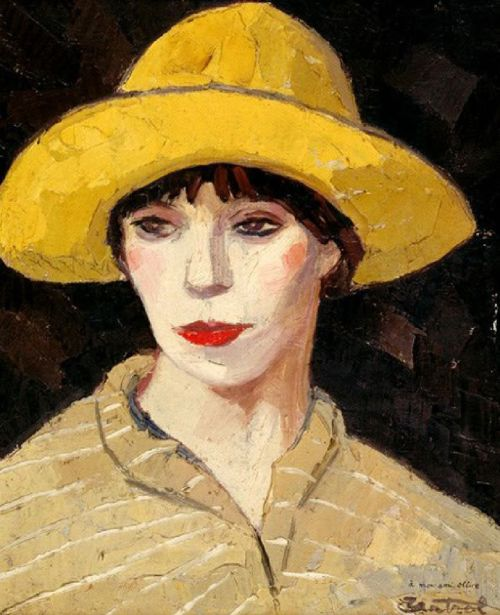
Donna con cappello giallo
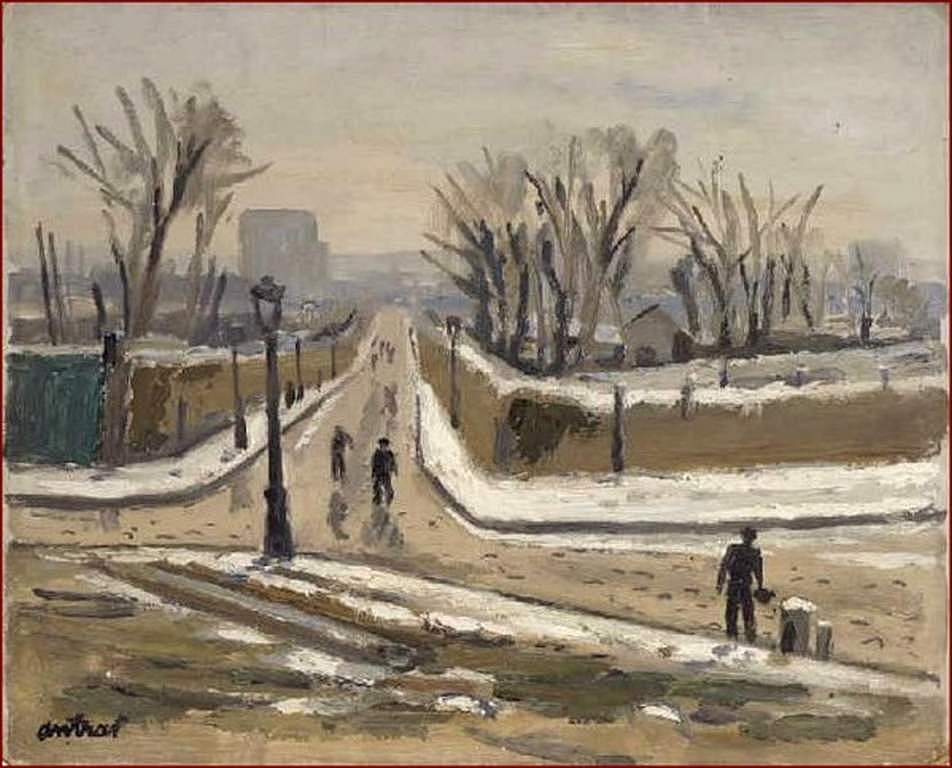
Le fortificazioni sotto la neve
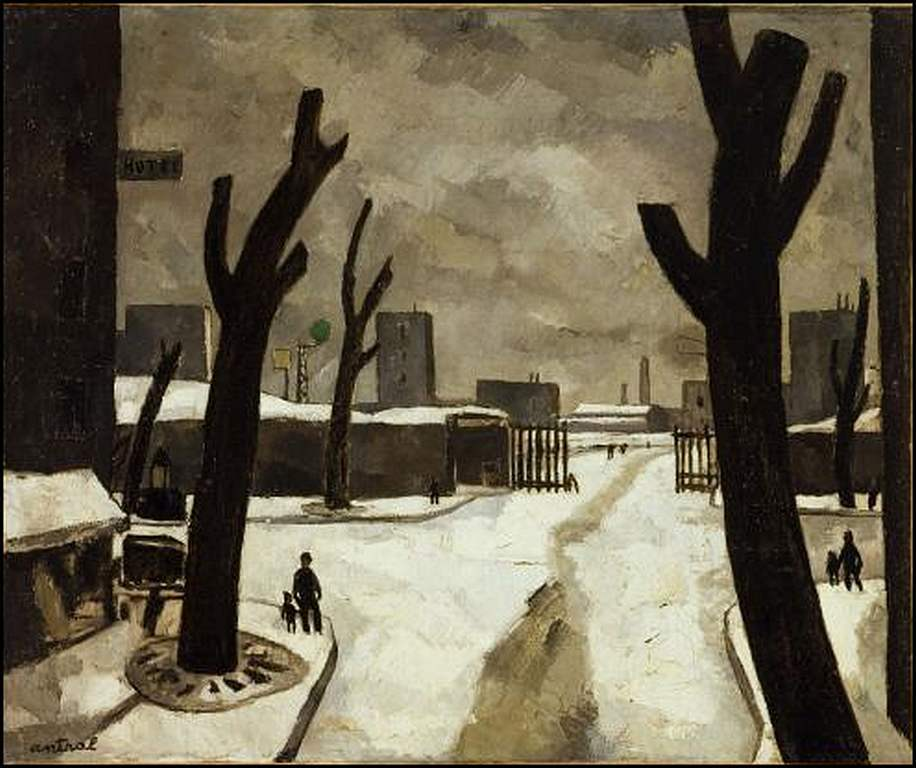
La neve
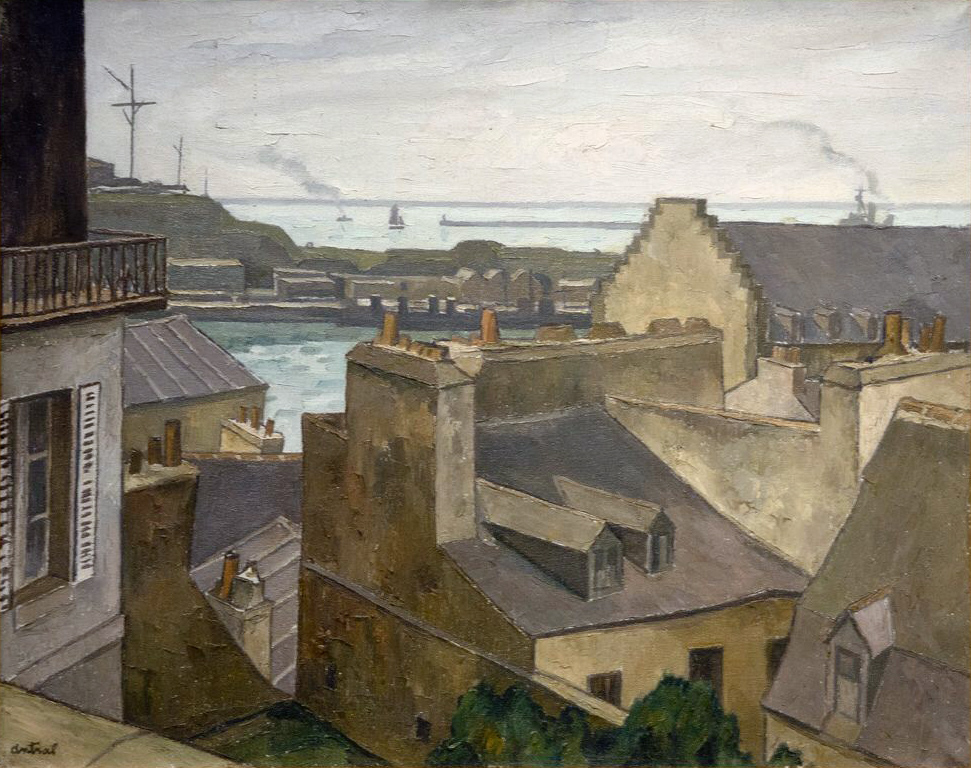
L'ingresso della Penfeld